# معارف گیاهی
معارف گیاهی کتابی است هشت جلدی، در معرفی گیاهان دارویی که به کوشش حسین میرحیدر در طی بیش از بیست سال مطالعه و بررسی جمع‌آوری و به جامعه علمی کشور تقدیم شده‌است.

## مشخصات
جلد اول این کتاب به شناخت علمی و خواص درمانی سبزی‌ها و حبوبات و دانه‌های خوراکی گیاهی تعلق دارد. 
در جلد دوم از میوه‌ها و ادویه‌جات سخن گفته شده‌است.
و جلدهای سوم تا هفتم به شرح تفصیلی مشخصات، شناخت علمی، خواص درمانی و ترکیبات شیمیایی صدها گیاه دارویی اختصاص دارد. 
جلد هشتم آن نیز شامل فهرست‌های گوناگون در خصوص گیاهان است.

## ویژگی‌ها
در ذیل نام هر یک از گیاهان، ضمن معرفی نام‌های محلی، به بیان نام گیاه در زبان‌های انگلیسی و فرانسوی، ذکر خانواده، نام علمی و حتی گاهی نام تجاری، بخش‌هایی با نام مشخصات، ترکیبات شیمیایی و خواص و کاربرد وجود دارد. اگر در خصوص گیاهی، تحقیقات و یافته‌های جدیدی وجود داشته باشد، میر حیدر آن‌ها را تحت نام تحقیقات جدید دانشمندان در خصوص این گیاه آورده است. در هر بخشی تا حد امکان عکس سیاه و سفیدی از برگ و ساقه و ریشه و ... از گیاه وجود دارد و در آخر هر جلد مجموعه‌ای از عکس‌های رنگی گنجانده شده‌است.

## چاپ
این کتاب با جلدهای شمیز و سلفون، در طی چندین سال به چاپ‌های متعدد رسیده و ناشر آن نیز انتشارات دفتر نشر فرهنگ اسلامی تهران است.